# Polder pilote Andijk

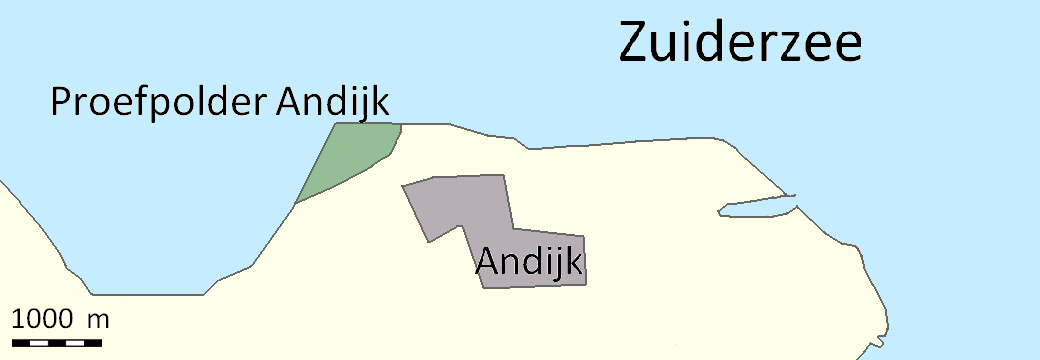
Le polder pilote en vert, reconquis sur le Zuiderzee

Le polder pilote Andijk est un prototype qui a servi pour l'étude des techniques de remblais et pour connaitre les possibilités d'agriculture sur une terre récupérée sur la mer ; ceci en vue des futurs polders prévus avec les Travaux du Zuiderzee.
Il a été créé en 1926-1927, dans le Zuiderzee près du village d'Andijk. En 1929, le polder pilote a été inauguré par la reine Wilhelmine des Pays-Bas.

## Raisons
La Direction du Wieringermeer voulait étudier le comportement d'un sol récupéré sur la mer, et comment le cultiver. En 1924, un comité a publié une proposition de Lovink (membre du parlement) pour la construction d'un polder pilote. Celui-ci devait, sur une petite échelle, servir d'expérience et permettrait d'acquérir un savoir-faire qui serait ensuite étendu sur le polder prévu sur le Wieringermeer. Ces sols contiennent une forte teneur en sel parce qu'ils ont été noyés par la mer pendant des siècles.
Les différents aspects de l'utilisation optimale des terres sont étudiés, tels que le dessalement, le séchage et le compactage.

## Construction
En 1926-1927 près du village Andijk, 40 hectares de terres sont endigués. Le 27 août 1927, le polder pilote est entièrement asséché. Le coût de ce polder est d'environ 1 million de florins, un montant relativement élevé, mais le coût des polders à venir devrait être plus bas.
Après le drainage, une ferme a été construite ainsi que des laboratoires d'agriculture, des sciences du sol et de recherche en microbiologie. Des plantes aidant l'élimination du sel, donc à la préparation de futures plantations sont semées. Des expériences sont faites pour connaitre la meilleure façon de cultiver et sélectionner les cultures les mieux appropriées. 

## Résultats
En 1929, les sols du polder ont pu donner des résultats satisfaisants ; le polder entier a pu être cultivé. La preuve a été faite qu'il serait rentable d'utiliser des terres asséchées pour l'agriculture. Grâce à l'expérience acquise avec ce prototype le développement du polder Wieringermeer a pu être accéléré.

## Utilisations ultérieures
Aujourd'hui ce terrain est devenu un quartier de résidence, en particulier des résidences secondaires.
| \| Localisation du Zuiderzee dans le Monde \| Polder pilote Andijk · (1927) Amsteldiepdijk (1924) Afsluitdijk · (1932) Houtribdijk (1975) Knardijk (1956) Flevoland de l'Est · (1957) Flevoland du Sud · (1967) Noordoostpolder · (1942) Wieringermeer · (1930) IJsselmeer Markermeer Mer des Wadden Marken Urk Schokland Wieringen Amsterdam Hollande du Nord Ultrecht Frise Gueldre Overijssel Récupération Existant Eau douce Eau salée |
| Localisation du Zuiderzee dans le Monde |